# Ваньчжи
Ваньчжи́ (кит. упр. 湾沚, пиньинь Wānzhǐ) — уезд городского округа Уху провинции Аньхой (КНР).

## История
Ещё в 109 году до н. э. был образован уезд Уху (芜湖县). Когда во время империи Цзинь северные китайские земли оказались захвачены кочевниками, и на юг хлынул огромный поток беженцев, их стали расселять вдоль Янцзы, меняя демографический состав этих мест и изменяя административное деление, в результате в начале V века уезд Уху был расформирован, а его территория вошла в состав соседних административных единиц.
Вновь уезд Уху был создан лишь в X веке, когда эти земли входили в состав государства Южная Тан. После монгольского завоевания и образования империи Юань уезд Уху оказался в составе региона Тайпин (太平路), который после свержения власти монголов и образования империи Мин был преобразован в Тайпинскую управу (太平府).
Во время гражданской войны эти места 24 апреля 1949 года были заняты 88-й дивизией 30-й армии китайских коммунистов. 10 мая 1949 года урбанизированная часть уезда Уху была выделена в отдельный город Уху. Уезд Уху вошёл в состав образованного тогда же Специального района Удан (芜当专区), а город Уху был подчинён напрямую властям Специального административного района Ваньнань (皖南行区). В 1950 году Специальный район Удан был расформирован, и уезд также стал подчиняться властям Специального административного района Ваньнань.
В 1952 году администрации специальных административных районов Ваньбэй и Ваньнань были объединены в Народное правительство провинции Аньхой, и город Уху стал городом провинциального подчинения, а уезд Уху вошёл в состав объединившего 6 уездов Специального района Уху (芜湖专区), власти которого разместились в городе Уху.
В 1959 году уезд Уху был присоединён к городу Уху, но в 1961 году город Уху и уезд Уху были разделены вновь. В 1971 году Специальный район Уху был переименован в Округ Уху (芜湖地区).
В 1980 году уезд Уху был передан из состава округа Уху в подчинение властям города Уху.
В 2020 году уезд Уху был расформирован, а вместо него был образован район городского подчинения Ваньчжи.

## Административное деление
Район делится на 5 посёлков.